# Guangzhou (1971)
Guangzhou (广州) – chiński niszczyciel rakietowy z lat 70. XX wieku, jedna z 17 zbudowanych jednostek typu 051. Okręt został zwodowany w 28 kwietnia 1971 roku w stoczni Donglang w Guangzhou, a do służby w Marynarce Wojennej Chińskiej Armii Ludowo-Wyzwoleńczej wszedł 30 czerwca 1974 roku. Jednostka, oznaczona numerem taktycznym 160, zatonęła w wyniku eksplozji 9 marca 1978 roku.

## Projekt i budowa
Pod koniec lat 50. XX wieku Chińczycy uzyskali dostęp do dokumentacji technicznej najnowszych radzieckich niszczycieli proj. 41 i proj. 56. Mimo pogorszenia stosunków dyplomatycznych między ZSRR a ChRL na początku lat 60. pozyskane plany zostały wykorzystane do zaprojektowania pierwszego rodzimego chińskiego typu tej klasy, a mianowicie niszczycieli typu 051. Okręty w większości rozwiązań bazowały na jedynym zbudowanym niszczycielu proj. 41 - „Nieustraszimyj”, choć niektóre ulepszenia (m.in. lepsze rozplanowanie siłowni) zostały zaczerpnięte z budowanych seryjnie jednostek proj. 56. Spory jak na chińskie doświadczenia stopień komplikacji konstrukcji oraz zerwanie współpracy z ZSRR (co spowodowało opuszczenie kraju przez wszystkich radzieckich specjalistów) zaowocowały znacznym spowolnieniem powstania finalnego projektu, co stało się dopiero w 1968 roku.
„Guangzhou” (广州) zbudowany został w stoczni Donglang w Guangzhou. Okręt został zwodowany 28 kwietnia 1971 roku .

## Dane taktyczno-techniczne
Okręt był niszczycielem rakietowym o długości całkowitej 132 metrów (127,5 metra między pionami, 124 metry na wodnicy), szerokości całkowitej 12,8 metra i zanurzeniu 4,39 metra (5,3 metra z opływką sonaru) . Wyporność normalna wynosiła 3250 ton, standardowa 3670 ton, a pełna 3960 ton. Okręt napędzany był przez dwa zestawy turbin parowych o łącznej mocy 53 MW (72 000 KM), poruszające poprzez wały napędowe dwiema śrubami. Parę dla turbin, podgrzewaną do temperatury 450 °C, dostarczały cztery kotły typu KW-41E, o ciśnieniu roboczym 64 at. Maksymalna prędkość jednostki wynosiła 32 węzły, a ekonomiczna 18 węzłów. Zasięg wynosił 5000 Mm przy prędkości 14 węzłów, 2970 Mm przy prędkości 18 węzłów i 1100 Mm przy prędkości 32 węzłów.
Uzbrojenie artyleryjskie jednostki składało się z umieszczonych na dziobie i na rufie wież typu SМ-2-1 z podwójnymi armatami uniwersalnymi kalibru 130 mm L/58 . Masa naboju wynosiła 33,4 kg (w tym ładunku miotającego 15,1 kg), a donośność pozioma 27 800 metrów (21 000 metrów do celów powietrznych). Broń przeciwlotniczą stanowiły cztery zdwojone zestawy dział plot. ZIF-31 kal. 57 mm L/70 i cztery zdwojone zestawy dział plot. 2M-3M kal. 25 mm .
Uzbrojenie rakietowe stanowiły dwie potrójne wyrzutnie przeciwokrętowych pocisków rakietowych Hai Ying-1 (okręt przenosił sześć rakiet) . Pocisk rozwijał prędkość 0,8 Ma, masa głowicy bojowej wynosiła 513 kg, a maksymalny zasięg wynosił 80 km. Do zwalczania okrętów podwodnych służyły umieszczone na dziobie dwie 12-prowadnicowe wyrzutnie rakietowych bomb głębinowych FQF-2500, a na rufie cztery miotacze i dwie zrzutnie bomb B-1 . Okręt miał też tory mieszczące maksymalnie 38 min, po demontażu zrzutni bomb głębinowych .
Wyposażenie radioelektroniczne obejmowało radar nawigacyjny Typ 751, radar dozoru ogólnego Typ 354, radar dozoru powietrznego Typ 515, radar kierowania ogniem artylerii głównej Typ 343, radar kierowania ogniem rakietowym Typ 352, sonar SJD-1 i czujniki systemu rozpoznania elektronicznego RW-23-1 .
Załoga okrętu składała się z 45 oficerów oraz 235 podoficerów i marynarzy.

## Służba
„Guangzhou” został przyjęty do służby w Marynarce Wojennej Chińskiej Armii Ludowo-Wyzwoleńczej 30 czerwca 1974 roku. Okręt otrzymał numer taktyczny 160. „Guangzhou” został przyporządkowany do Floty Południowej. 8 marca 1978 roku nieopodal Zhanjiang na okręcie doszło do eksplozji, w wyniku której „Guangzhou” zatonął następnego dnia . Na pokładzie śmierć poniosło 134 członków załogi, a rany odniosło 28 osób.